# Золотой Орфей
«Золото́й Орфе́й» (болг. Златният Орфей) — международный конкурс вокалистов, а также конкурс новых болгарских эстрадных песен, организуемый с 1965 по 1999 годы на Солнечном берегу в Болгарии. Песни исполнялись участниками вживую при сопровождении оркестра.
В разные годы на конкурсе в качестве специальных гостей выступали звёзды мировой музыки, среди которых — Хулио Иглесиас, Тина Тёрнер, Тото Кутуньо, Орнелла Ванони, Сальваторе Адамо и другие. Среди победителей конкурса — Алла Пугачёва, Роза Рымбаева, Дагмар Фредерик, Этта Сколло и другие.  В 1970—1980-е годы конкурс транслировался Международной организацией радио и телевидения Intervision network в странах Европы и Азии с аудиторией почти 200 миллионов зрителей. Также конкурс транслировался Центральным телевиденем СССР.
Символом фестиваля являлась статуэтка, изображающая обращённого к Солнцу поющего Орфея с золотой лирой в руке, эмблемой — стилизованное изображение лиры на фоне солнечных лучей.
В 2015 году планировалось возобновить фестиваль, впервые после продолжительного перерыва. Альтернативой конкурсу «Золотой Орфей» стал фестиваль поп-музыки «Discovery», организуемый в Варне.

## Лауреаты международного конкурса

### 1967
- Гран-При — не присуждался
- 1-я премия: Арлетт Золя (Швейцария)
- 2-я премия: Виктор Вуячич (СССР), Тония (нид.) (Бельгия)
- 3-я премия: Лилиана Петрович (Югославия), Катаржина Бовери (Польша)
- Специальная премия: Клод Вейси (Франция), Ян Левандовски (Польша)

### 1968
- Гран-При: Дженифер (Франция)
- 1-я премия: Марион Рунг (Финляндия)
- 2-я премия: Калинка (Бельгия)
- 3-я премия: Иосиф Кобзон (СССР), Маргарита Димитрова (Болгария)

### 1969
- Гран-При: Богдана Карадочева (Болгария)
- 1-я премия: Эмилия Маркова (Болгария)
- 2-я премия: Юрий Богатиков (СССР)
- 3-я премия: Изабель Бонд (Шотландия)

### 1970
- Гран-При — не присуждался
- 1-я премия: Бисер Киров (Болгария)
- 2-я премия: Элен Делмар (США)
- 3-я премия: Есин Ашфар (Турция)
- Специальная премия: Лизе Марке (Бельгия), Анита Хегерланн (Норвегия), Виталий Самойленко (СССР)

### 1971
- Гран-При: Мария Пахоменко (СССР) — за исполнение песни «Ненаглядный мой» и «Дон Кихот».
- 1-я премия: Бен Крамер (Нидерланды), Омаро Портуондо (Куба)
- 2-я премия: Борис Гуджунов (Болгария), Юсен (Аруба)
- 3-я премия: Хайме Морей (Испания), Кати Ковач (Венгрия)
- Специальные премии: Паша Христова (Болгария), Дан Спэтару (Румыния), Марцела Лайферова (Чехословакия), Борис Гранчаров (СССР), Вольдемар Куслап (СССР)

### 1972
- Гран-При — не присуждался
- 1-я премия: Светлана Резанова (СССР), Здислава Сосницка (Польша)
- 2-я премия: Маргарита Хранова (Болгария), Маркос (Испания)
- 3-я премия: Лев Лещенко (СССР), Мари Роз (Бельгия)
- Специальные премии: Регина Тос (ГДР), Лурдес Жиль (Куба), Бетти Дорси (США)

### 1973
- Гран-При: Лена Эриксон (Швеция)
- 1-я премия: София Ротару (СССР) — за исполнение песни «Мой город», Френки Стивенс (Великобритания)
- 2-я премия: Айла Алган (Турция), Миро Унгар (Югославия)
- 3-я премия: Доника Венкова (Болгария), Мари Кристи (Люксембург)
- Специальные премии: Глория Симонетти (Чили), Гелена Вондрачкова (Чехословакия), Марыля Родович (Польша)

### 1974
- Гран-При: Лили Иванова (Болгария)
- 1-я премия: Сергей Захаров (СССР), Нерейда Наранхо (Куба)
- 2-я премия: Зоран Миливоевич (Югославия), Анджела Симиля (Румыния)
- 3-я премия: Крис Дёрк (ГДР), Цветан Панков (Болгария)
- Специальные премии: Фрини (Греция), Франк Холдер (Шри-Ланка)

### 1975
- Гран-При: Алла Пугачёва (СССР) — за исполнение песен «Ты снишься мне» и «Арлекино»
- 1-я премия: Карл Уэйн (Великобритания), Богдана Загурска (Польша)
- 2-я премия: Стефка Оникян (Болгария), Ксанти Пераки (Греция)
- 3-я премия: Ханс-Юрген Байер (ГДР), Шенай (Турция)
- Специальные премии: Клара Катона (Венгрия), Петр Чернев (Болгария), Серж Давиняк (Бельгия), Паулу ди Карвалью (Португалия)

### 1976
- Гран-При: Фара Мария (Куба)
- 1-я премия: Ли Тауэрс (Нидерланды), Ева Снежанка (Польша)
- 2-я премия: Евгений Мартынов (СССР) — за исполнение песни «Алёнушка», Росица Борджиева (Болгария)
- 3-я премия: Янис Петропулос (Греция), Айдын Тансел (Турция)
- Специальные премии: Энцо Гузман (Мальта), Тируйо Кано (Япония), Пако Бандейра (Португалия), Росица Ганева (Болгария), Жюли Арел (Канада)

### 1977
- Гран-При: Роза Рымбаева (СССР), Ани Врбанова (Болгария)
- 1-я премия: Энцо Гузман (Мальта), Бетти Мисиего (Испания)
- 2-я премия: Петер Мате (Венгрия), Драган Миялковский (Югославия)
- 3-я премия: Паоло Менголи (Италия), Сьюзан Стивенс (Канада)
- Специальные премии: Роза Рымбаева (СССР), Энцо Гусман (Мальта), Петер Мате (Венгрия), Кичка Бодурова (Болгария), Руби Манила (Филиппины), Кису (Финляндия)

### 1978
- Гран-При: Джоан Орлинс (Люксембург)
- 1-я премия: Регина Тос (ГДР), Грегер (Финляндия)
- 2-я премия: Элеонора Станчева (Болгария), Бэсси (Греция)
- 3-я премия: Мансур Ташматов (СССР), Франк Холдер (Шри-Ланка)
- Специальные премии: Регина Тос (ГДР), Франк Холдер (Шри-Ланка), Джеки Саливан (США), Иван Бубанов (Болгария), Ариан Брас (Нидерланды)

### 1979
- Гран-При: Панайот Панайотов (Болгария)
- 1-я премия: Шарольта Залатнай (Венгрия), Марина (Греция)
- 2-я премия: Альберт Асадуллин (СССР), Уве Енсен (ГДР)
- 3-я премия: Гладис Меркадо (Перу), Пат Макгиган (Ирландия)
- Специальные премии: Надежда Енева (Болгария), Гладис Меркадо (Перу), Данни (Люксембург)

### 1980
- Гран-При: Камелия Тодорова (Болгария)
- 1-я премия: Валерий Леонтьев (СССР) — за исполнение песни «Танцевальный час на солнце», Ханна Банашек (Польша)
- 2-я премия: Саня (Греция), Паола Койвуниеми (Финляндия)
- 3-я премия: Борис Гуджунов (Болгария), Люси Стеймл (Нидерланды)
- Специальные премии: Фернандо Санчес (Куба), Марти Брем (Австрия), Джекки (Великобритания)

### 1981
- Гран-При: Дагмар Фредерик (ГДР)
- 1-я премия: Васил Найденов (Болгария), Деби (Голландия)
- 2-я премия: Татьяна Кочергина (СССР), Дебби Камерон (Дания)
- 3-я премия: Тодор Памуков (Болгария), Йоргос Геролиматос (Греция)
- Специальные премии: Суна Йелдезоглу (Турция), Харуми Накадзима (Япония), Сами Кларк (Люксембург)

### 1982
- «Золотой Орфей»: Нелли Рангелова (Болгария)
- «Серебряный Орфей»: Джо Борн (Нидерланды)
- «Бронзовый Орфей»: Маргарита Хранова (Болгария)
- Специальные премии: Аттила Атасой (Турция), Мигель Чавес (Куба), Нгуен Тхе Хоа (Вьетнам), Янис Василиу (Греция)

### 1984
- Гран-При: Орлин Горанов (Болгария)
- 1-я премия: Деби Кэмпбелл (США), Коко Йорк (Нидерланды)
- 2-я премия: Елена Николова (Болгария), Лайош Тури (Венгрия)
- 3-я премия: Мария Де Хесус (Куба), Анис Димитрос (Греция)
- Специальные премии: Снежана Наумовская (Югославия), Лайош Тури (Венгрия), Клементе (Португалия)

### 1986
- Гран-При: Петя Буюклиева (Болгария)
- 1-я премия: Миклош Варга (Венгрия)
- 2-я премия: Альба Родригес (Куба)
- 3-я премия: Беата Молак (Польша)

### 1988
- Гран-При — не присуждался
- 1-я премия: Тамара Гвердцители (СССР) — за исполнение песни «Посвящение Эдит Пиаф» (музыка Отара Тевдорадзе, слова Ильи Резника)
- 2-я премия: Адриан Доминеску (Румыния)

### 1990
- Гран-При: Этта Сколо (Австрия)
- 1-я премия: Мечислав Щчещняк (Польша)
- 2-я премия: Эмилия Кирова (Болгария)
- 3-я премия: Анна Резникова (СССР)
- Специальные премии:

### 1992
- Гран-При: Хенри Уинтер (Ирландия)
- 1-я премия: ?
- 2-я премия: Филипп Киркоров (Россия) — за исполнение песни «Ты, ты, ты»

### 1993
- Гран-При: Кармен Трендафир (Румыния)

## Иностранные исполнители болгарских песен
Лауреаты премии иностранным исполнителям болгарских эстрадных песен:
- 1971 — Фрайдей Браун (Великобритания)
- 1972 — Светлана Резанова (СССР)
- 1973 — Алисон Маккалм (Австралия), София Ротару (СССР)
- 1974 — Санди Джонс (Ирландия)
- 1975 — Конча Маркес (Испания)
- 1976 — Лео Мартин (Югославия) и Ричи Питс (США)
- 1977 — Семиха Янк (Турция), Сакис Папаниколаи (Греция)
- 1979 — Боба Стефанович (Югославия), Ева Киш (Румыния) и Элиз Йекер (Турция)
- 1980 — Бараш Манчо (Турция), Архелия Фрастозо (Куба), Джимми Лоутен (США)
- 1981 — Архелия Фрастосо (Куба), Джими Лоутън (США)
- 1982 — Режи Шольтез (Венгрия)
- 1984 — Нагима Ескалиева (СССР), Збигнев Водецкий (Польша)
- 1986 — вокальный дуэт «К+Н» (ГДР)
- 1988 — Маруша (Куба)